# Pikrolímni (ort)
Pikrolímni är en ort i Grekland.   Den ligger i prefekturen Nomós Kilkís och regionen Mellersta Makedonien, i den norra delen av landet, 300 km norr om huvudstaden Aten. Pikrolímni ligger 83 meter över havet och antalet invånare är 150.
Terrängen runt Pikrolímni är platt norrut, men söderut är den kuperad. Runt Pikrolímni är det ganska glesbefolkat, med 43 invånare per kvadratkilometer. Närmaste större samhälle är Kilkis, 15,5 km norr om Pikrolímni. Trakten runt Pikrolímni består till största delen av jordbruksmark.